# (3712) Kraft
(3712) Kraft – planetoida z pasa głównego asteroid okrążająca Słońce w ciągu 4 lat i 190 dni w średniej odległości 2,73 j.a. Została odkryta 22 grudnia 1984 roku w Obserwatorium Licka przez Arnolda Klemolę. Nazwa planetoidy pochodzi od Roberta P. Krafta (1927-2015), profesora astronomii i astrofizyki na Uniwersytecie Kalifornijskim oraz wieloletniego pracownika Obserwatorium Licka. Przed jej nadaniem planetoida nosiła oznaczenie tymczasowe (3712) 1984 YC.